# Liste der Nummer-eins-Hits in Polen (2010)
Diese Liste enthält alle Nummer-eins-Hits in Polen im Jahr 2010. Es gab in diesem Jahr 17 Nummer-eins-Singles in den Airplay Charts und 20 Nummer-eins-Alben.
| Singles | Alben |
| --- | --- |
| - Melanie Fiona – Monday Morning - 2 Wochen (27. März – 9. April, insgesamt 3 Wochen) - Sinéad O’Connor – Nothing Compares 2 U - 1 Woche (10. April – 16. April) - Jay-Z feat. Mr. Hudson – Young Forever - 3 Wochen (17. April – 7. Mai) - Melanie Fiona – Monday Morning - 1 Woche (8. Mai – 14. Mai, insgesamt 3 Wochen) - Keri Hilson – I Like - 1 Woche (15. Mai – 21. Mai) - OneRepublic – Secrets - 2 Wochen (22. Mai – 4. Juni) - Jason Derulo – In My Head - 1 Woche (5. Juni – 11. Juni) - Tiësto feat. Nelly Furtado – Who Wants to Be Alone - 1 Woche (12. Juni – 18. Juni) - Adam Lambert – Whataya Want from Me - 3 Wochen (19. Juni – 9. Juli) - Lady Gaga – Alejandro - 1 Woche (10. Juli – 16. Juli, insgesamt 3 Wochen) - Katy Perry feat. Snoop Dogg – California Gurls - 1 Woche (17. Juli – 23. Juli) - Junior Caldera feat. Sophie Ellis-Bextor – Can’t Fight This Feeling - 1 Woche (24. Juli – 30. Juli) - Lady Gaga – Alejandro - 2 Wochen (31. Juli – 13. August, insgesamt 3 Wochen) - Tom Boxer feat. Antonia – Morena - 1 Woche (14. August – 20. August) - Shakira feat. Freshlyground – Waka Waka (This Time for Africa) - 1 Woche (21. August – 27. August) - Flo Rida feat. David Guetta – Club Can’t Handle Me - 7 Wochen (28. August – 15. Oktober) - Eminem feat. Rihanna – Love the Way You Lie - 1 Woche (16. Oktober – 22. Oktober) - Hurts – Wonderful Life - 3 Wochen (23. Oktober – 12. November) - Armin van Buuren feat. Sophie Ellis-Bextor – Not Giving Up on Love - 1 Woche (13. November – 19. November) - Shakira feat. Dizzee Rascal – Loca - 3 Wochen (20. November – 10. Dezember) - Rihanna – Only Girl (In the World) - 3 Wochen (11. Dezember – 31. Dezember) | - Andrea Bocelli – My Christmas - 3 Wochen (21. Dezember 2009 – 17. Januar 2010) - Lady Gaga – The Fame Monster - 1 Woche (18. Januar – 24. Januar) - Marcin Wyrostek – Magia Del Tango - 3 Wochen (25. Januar – 14. Februar) - Sade – Soldier of Love - 3 Wochen (15. Februar – 7. März, insgesamt 6 Wochen) - Strachy Na Lachy – Dodekafonia - 1 Woche (8. März – 14. März) - O.S.T.R. – Tylko dla dorosłych - 1 Woche (15. März – 21. März) - Sade – Soldier of Love - 3 Wochen (22. März – 11. April, insgesamt 6 Wochen) - Ania Dąbrowska – Ania Movie - 7 Wochen (12. April – 6. Juni) - Katie Melua – The House - 2 Wochen (7. Juni – 20. Juni, insgesamt 4 Wochen) - DonGURALesko – Totem Leśnych Ludzi - 1 Woche (21. Juni – 27. Juni) - Katie Melua – The House - 2 Wochen (28. Juni – 11. Juli, insgesamt 4 Wochen) - Eldo - Zapiskiz Z 1001 Nocy - 2 Wochen (12. Juli – 25. Juli) - Sting – Symphonicities - 5 Wochen (26. Juli – 29. August, insgesamt 6 Wochen) - Andrea Bocelli – The Best of Andrea Bocelli - Vivere - 1 Woche (30. August – 5. September) - Chris Botti – Italia - 2 Wochen (6. September – 19. September) - Czesław Śpiewa – Debiut - 2 Wochen (20. September – 3. Oktober) - Sting – Symphonicities - 1 Woche (4. Oktober – 10. Oktober) - Carlos Santana – Guitar Heaven: Santana Performs the Greatest Guitar Classics of All Time - 3 Wochen (11. Oktober – 1. November) - Kings of Leon – Come Around Sundown - 2 Wochen (2. November – 14. November) - Verschiedene Interpreten – Siesta 6 - Muzyka Świata - prezentuje Marcin Kydryński - 1 Woche (15. November – 21. November) - Perfect – XXX - 1 Woche (22. November – 28. November) - Dżem – Muza - 1 Woche (29. November – 5. Dezember) - Kult – MTV Unplugged - 2 Wochen (6. Dezember – 19. Dezember, insgesamt 8 Wochen; → 2011, 2014) - StarGuardMuffin – Szanuj - 1 Woche (20. Dezember – 26. Dezember) - Kult – MTV Unplugged - 2 Wochen (27. Dezember – 9. Januar 2011, insgesamt 9 Wochen; → 2011, 2014) |

## Jahrescharts
| Alben |
| --- |
| 1. Sade Adu – Soldier of Love 2. Ania Dąbrowska – Ania Movie 3. Sting – Symphonicities 4. Dżem – 30 urodziny 5. Stare Dobre Małżeństwo – Blues nocy bieszczadzkiej 6. Verschiedene Interpreten – RMF – Najlepsza muzyka na święta 7. Monika Brodka – Granda 8. Verschiedene Interpreten – RMF – Najlepsza muzyka na imprezę Vol. 2 9. Dżem – Muza 10. Michael Jackson – King of Pop 11. Verschiedene Interpreten – The Best Polish Songs… Ever! Vol. 2 12. Lady Gaga – The Fame Monster 13. Santana – Guitar Heaven: The Greatest Guitar Classics of All Time 14. Caro Emerald – Deleted Scenes from the Cutting Room Floor 15. Verschiedene Interpreten – The Best Kids… Ever! 16. Verschiedene Interpreten – Zet preboje na lato 2010 17. Maryla Rodowicz – 50 18. Raz, dwa, trzy – Skądokąd 19. Verschiedene Interpreten – RMF FM – Najlepsya muyzka pod słońcem Vol. 4 20. Verschiedene Interpreten – Marek Sierocki Przedstawia: I Love Italie |

Die Angaben basieren auf den offiziellen Albumcharts, sowie den Airplaycharts der ZPAV.